# Milan, Michigan
Milan ['maɪlɪn] är en ort i Monroe County, och Washtenaw County, i Michigan. Vid 2010 års folkräkning hade Milan 5 836 invånare.